# گنسویی (ارتش امپراتوری ژاپن)
گنسویی (به ژاپنی: 陸軍元帥،  Gensui)، فیلد مارشال، نام‌های رسمی رتبه: Gensui-rikugun-taishō (元帥陸軍大将 مارشال-ژنرال) بالاترین عنوان در ارتش امپراتوری ژاپن قبل از جنگ بود.
این عنوان از عنوان چینی yuanshuai (元帥) سرچشمه گرفته است.
اصطلاح gensui، که هم برای نیروی زمینی امپراتوری ژاپن و هم برای نیروی دریایی امپراتوری ژاپن به کار می‌رفت، در ابتدا رتبه ای توسط سایگو تاکاموری به عنوان "فرمانده ارتش ها"" (陸軍元帥 ۳۱۸۷۲۱) بود. "تنزل" به ژنرال، با گنسویی "gensui" پس از آن دیگر به عنوان چنین رتبه ای نیست، بلکه یک عنوان تا حد زیادی افتخاری است که به دلیل خدمات بسیار شایسته به امپراتور ژاپن اعطا می‌شود - بنابراین از نظر مفهومی مشابه عنوان فرانسوی مارشال فرانسه است. معادل یک درجه پنج-ستاره (OF-10)، شبیه به فیلد مارشال (بریتانیا) در نیروی زمینی بریتانیا و ژنرال نیروی زمینی (ایالات متحده) در نیروی زمینی ایالات متحده آمریکا است.
در حالی که «گنسوی» درجات واقعی ژنرال یا دریاسالار خود را حفظ می‌کرد، آنها حق داشتند یک نشان سینه میناکاری شده اضافی بپوشند که برگ‌های پالونیا را بین ارتش متقاطع رنگ‌ها و یک نشان نیروی دریایی در زیر مهر امپراتوری ژاپن نشان می‌داد. آنها همچنین حق استفاده از شمشیر مخصوص سامورایی (کاتانا) با طراحی مدرن را در مراسم تشریفاتی داشتند.
در دوره میجی این عنوان به پنج ژنرال و سه دریادار اعطا شد. در دوره تایشو به شش ژنرال و شش دریادار و در دوره شووا به شش ژنرال و چهار دریادار تعلق گرفت. عنوان بالاتر "dai-gensui" قابل مقایسه با عنوان "جنرالیسیمو" بود و فقط در اختیار خود امپراتور بود.
این عنوان همچنین در ۲۹ اکتبر ۱۹۱۸ به جرج پنجم اعطا شد.